# Niños cabalgando sobre peces

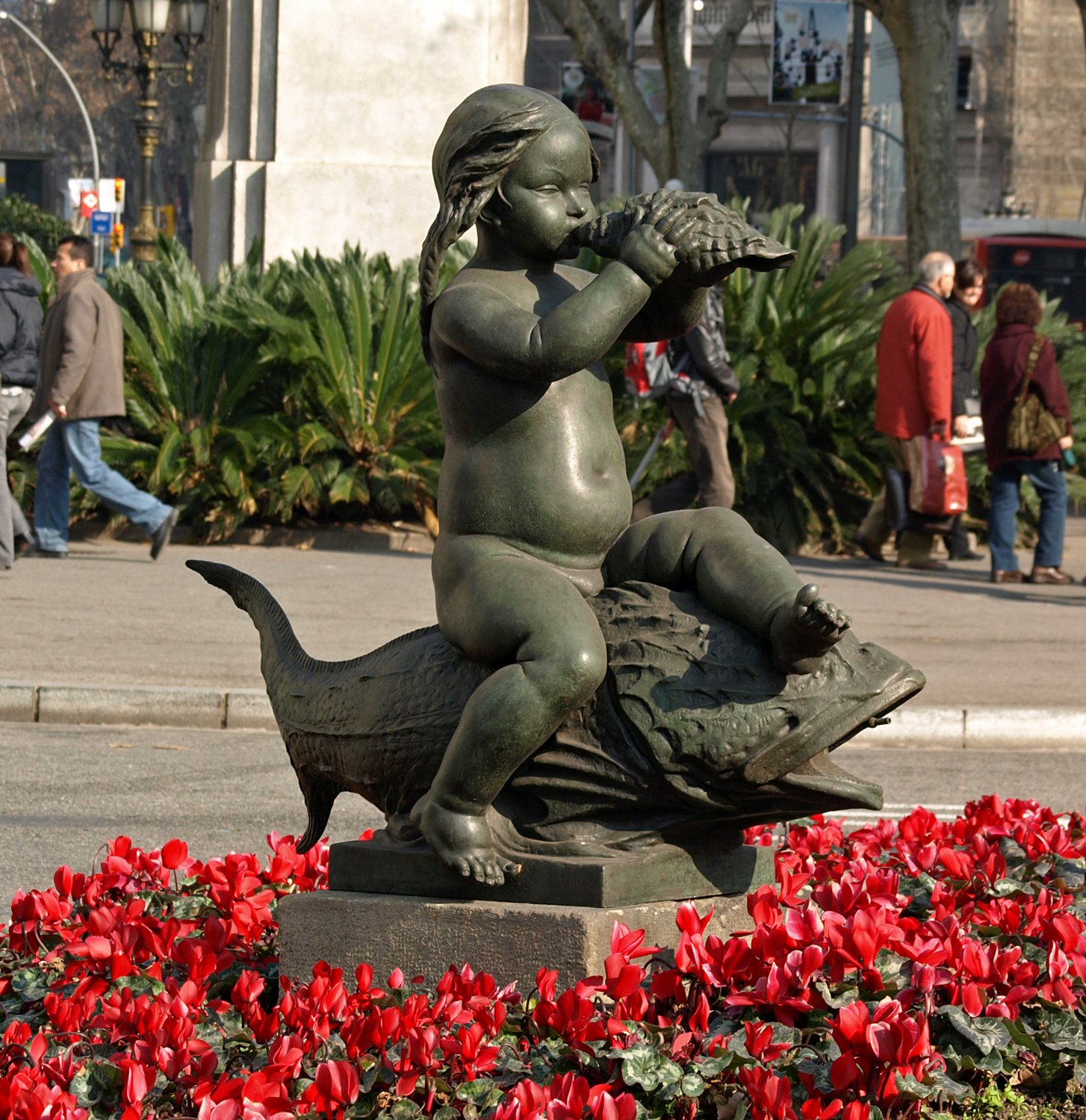
Una de las figuras

Niños cabalgando sobre peces (en catalán: Nens cavalcant peixos) es un conjunto escultórico situado en la confluencia de la Gran Vía de las Cortes Catalanas y la Rambla de Cataluña, en Barcelona. Obra de Frederic Marès, fue realizada en 1928.

## Historia y descripción
La fuente fue concebida para la Exposición Internacional de Barcelona de 1929, que tuvo lugar en la montaña de Montjuïc, aunque supuso numerosas reformas e intervenciones urbanísticas en varios puntos de la ciudad. Uno de ellos fue la plaza de Cataluña, actualmente uno de los centros neurálgicos de la ciudad, pero que antiguamente era una explanada a las afueras del núcleo antiguo, que no empezó a urbanizarse hasta 1902. Con motivo precisamente de la Exposición se llevó a cabo una reurbanización de todo el espacio de la plaza, con un proyecto de Francesc Nebot. Para decorar la plaza se organizó un concurso público en 1927, en el que se decidió la instalación de veintiocho esculturas. Entre ellas había dos fuentes: la Fuente de los seis putti, de Jaume Otero, y Niños cabalgando sobre peces, de Frederic Marès.
Frederic Marès (1893-1991) se formó como escultor en la Escuela de la Lonja y amplió sus estudios en París, becado por el Ayuntamiento de Barcelona. Trabajó como ayudante en el taller de Eusebi Arnau, hasta que formó un taller propio. También ejerció como profesor de escultura en la Escuela de la Lonja y como catedrático de modelado y composición en la Escuela Superior de Bellas Artes de San Jorge, de la que fue también director entre 1947 y 1964. Su producción abarca esculturas, imágenes, bustos y monumentos, en un estilo realista a caballo entre el clasicismo y el novecentismo de inspiración mediterraneísta. Después de la Guerra Civil efectuó numerosas restauraciones y reconstrucciones de monumentos destruidos durante la contienda y recibió numerosos encargos oficiales. En 1948 creó en Barcelona el museo que lleva su nombre.
La obra le fue encargada a Marès en mayo de 1928 y fue colocada e inaugurada en mayo de 1929. Fue ejecutada en los Talleres y Fundición Judas, de Barcelona.
La fuente se encontraba en la parte alta de la plaza, en la terraza donde ahora se hallan las dos fuentes monumentales realizadas por Fernando Espiau Seoane en 1959. Por dicho motivo fue retirada la obra de Marès, que dos años más tarde, en 1961, fue trasladada al cruce de Gran Vía y Rambla de Cataluña, en el lugar donde había estado el Monumento a Joan Güell i Ferrer antes de la Guerra Civil, que fue situado unos metros más adentro de la Gran Vía, en dirección al paseo de Gracia.
Es una fuente con un surtidor central de agua y cuatro figuras de niños o amorcillos situadas sobre sendas figuras de peces, que vierten agua por su boca. Las figuras son dinámicas y dotadas de una personalidad propia, cada una con un sello diferencial: hay dos niños y dos niñas, los primeros despeinados, mientras que, de las niñas, una lleva coletas y otra el pelo recogido. Los niños aparecen uno con un tridente y otro con los brazos en alto, mientras que las niñas, una se encuentra soplando una caracola y la otra sujetando una serpiente con la mano derecha, mientras que, con la izquierda, sujeta un velo que lleva atado al cuerpo con una cinta.
En 1993, dos años después del fallecimiento de Marès, se colocó en el paseo marítimo de Portbou, su localidad natal, una copia de una de las figuras.
La fuente ha sufrido diversos percances debido al tráfico, ya que se encuentra en el cruce de dos calles muy concurridas de la ciudad. El más grave se produjo el 30 de julio de 2002, cuando un camión —cuyo conductor dio positivo en la prueba de alcoholemia— irrumpió en la pequeña rotonda donde se ubica la fuente y destruyó totalmente dos de las figuras de niños, que tuvieron que ser sustituidas partiendo de los originales que se conservan en el Museo Frederic Marès. En 2007 se hizo una amplia restauración de todo el conjunto.